# Distretto di Achaya
Il distretto di Achaya è un distretto del Perù, facente parte della provincia di Azángaro, nella regione di Puno.